# Монастиер ди Тревизо
Монастиѐр ди Тревѝзо (на италиански: Monastier di Treviso; на венециански: Monastièr, Монастиер) е община в Северна Италия, провинция Тревизо, регион Венето. Разположена е на 6 m надморска височина. Населението на общината е 4105 души (към 2010 г.).
Административен център на общината е градче Форначи (Fornaci).